# San Gavino Monreale
San Gavino Monreale (en sard, Santu 'Ainju) és un municipi italià, situat a la regió de Sardenya i a la província de Sardenya del Sud. L'any 2004 tenia 9.257 habitants. Es troba a la regió de Monreale. Limita amb els municipis de Gonnosfanadiga, Pabillonis, Sanluri, Sardara i Villacidro.

## Història
El 1323, Hug II d'Arborea, que reclamava un terç del Jutjat de Càller, que els pisans no estaven disposats a cedir, i va passar a l'acció, vencent als pisans a la batalla de San Gavino, en la que moriren mil pisans, provocant la Conquesta aragonesa de Sardenya de Jaume el Just.
El 1478, durant la revolta de Sardenya fou atacada infructuosament per les tropes de Lleonard II d'Alagó i Arborea.

## Administració
| Període | Identitat       | Partit        |
| ------- | --------------- | ------------- |
| 2005-   | Giovanni Cruccu | Llista cívica |